# Bregnano
Bregnano är en ort och kommun i provinsen Como i regionen Lombardiet i Italien. Kommunen hade 6 503 invånare (2018).